# Lomatium orogenioides
Lomatium orogenioides là một loài thực vật có hoa trong họ Hoa tán. Loài này được (J.M. Coult. & Rose) Mathias mô tả khoa học đầu tiên năm 1938.